# 新屋 (富山市)
新屋（あらや）は、富山県富山市の町名である。広田地区センターが所在している。

## 特徴
飯野の町域と新屋の町域は互いに複数の飛び地が存在している。

## 地理
町域には無数の飛び地が存在している。
- 河川 村川

## 歴史
- 1889年（明治22年）4月1日 - 町村制施行に伴い上新川郡広田新屋村、飯野村、東上赤江村、上冨居村、東下赤江村、鍋田村、中冨居村、田中蓑浦村（一部）が合併し、広田村が発足。
- 1940年（昭和15年）9月1日 - 富山市に編入され消滅。

## 施設
- 広田地区センター
- 氷見きときと寿司 飯野店
- 高倉町珈琲 飯野店
- サーティワン 富山北店
- 8番ラーメン飯野新屋店

## 交通
- 国道8号

## 参考出典
『富山県の地名』平凡社